# Andrés Reguera Guajardo
Andrés Reguera Guajardo (Segòvia, 16 de novembre de 1930 -Madrid, 6 de juny de 2000) va ser un polític espanyol.

## Biografia
Llicenciat en Dret per la Universitat de Madrid, ingressa per oposició en 1960 en el cos d'Advocats de l'Estat. Ha estat secretari general de l'Asociación Católica Nacional de Propagandistas. Va ser després Advocat Cap a Biscaia i Advocat Cap al Ministeri d'Obres Públiques fins a 1968. Procurador del terç familiar per Segòvia en 1967, secretari general de CAMPSA en 1970, director general adjunt de CAMPSA en 1974 i subsecretari d'agricultura en 1975.
Va ser designat ministre d'Informació i Turisme entre juliol de 1976 i juliol de 1977 al cinquè govern de la monarquia de Joan Carles I. A l'empara de la Llei d'Associacions Polítiques, com a membre del Grup Tácito, va formar part de la Unión Democrática Española fins a la dissolució de les Corts Espanyoles abans de les eleccions generals espanyoles de 1977. Decidí no presentar-se a eleccions i fou nomenat president del Comitè Nacional de Competició. A les eleccions generals espanyoles de 1982 es va presentar com a candidat d'Alianza Popular al Senat d'Espanya per la província de Segòvia, però no fou escollit. També fou directiu de l'Atlètic de Madrid sota la presidència d'Alfonso Cabeza Borque, tot i que dimití en 1981.